# Emmy Schønfeld
Emmy Schønfeld, född Gandrup den 13 april 1873 i Århus, död 27 maj 1956, var en dansk skådespelare.

## Filmografi (urval)
- 1922 – Häxan
- 1927 – Vid Västerhavets vågor
- 1929 – Moster Malins millioner
- 1933 – Hemslavinnor